# Лоис Грифин
Лоис Грифин е една от главните героини, майката в американския сериал „Семейният тип“. Озвучава се от Алекс Борстийн.

## Роля в „Семейният тип“
Тя е майката на Мег, Крис и Стюи. Стюи от началото има зли планове да я убие, но не успява. Тя е домакиня и се грижи за Стюи. От семейството тя е най-религиозна.

## Участие
Лоис участва във всички епизоди, а в епизода „Peter's Progress“, където Питър научава повече за своето минало Лоис е изобразена като Лейди Редбуш.